# Buchteln

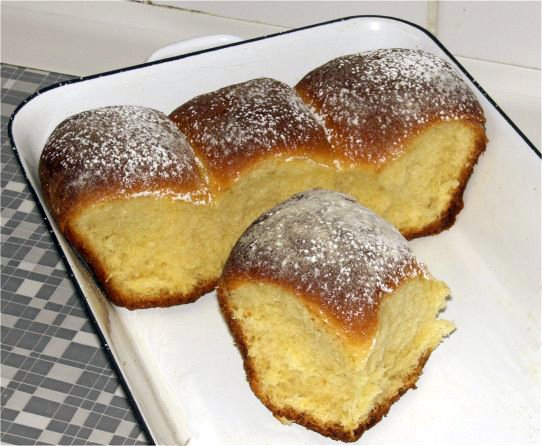
Buchteln com açúcar em pó

Buchteln (também Wuchteln ou Rohrnudeln na Baviera e no Palatinado) são um doce típico da cozinha austríaca e alemã, feito no forno utilizando-se levedura no seu fabrico. 
O doce, originário da Boêmia, é encontrado hoje em dia principalmente na cozinha da Áustria, no sul da Alemanha e no estado da Saxônia. Consequentemente existem variações regionais. Os Buchteln austríacos ou boêmios normalmente são recheados com powidl (compota ou geleia de ameixas). Na Baviera utiliza-se também o powidl, mas também é comum, que o prato seja servido com ameixas inteiras. Normalmente os Buchteln são servidos quentes, cobertos com açúcar em pó.